# 엑세스바이오
엑세스바이오(Access Bio Inc.)는 한국계 미국 체외진단 기업이다. 대표이사는 최영호이다. 미국의 큐라페이션트에 투자하여 디지털 헬스케어 사업에 진출하였다

## 사업
2023년 미국정부에 약 1180억원 규모의 코로나19 항원 자가 진단키트를 공급하였다

## 같이 보기
- 진캐스트

## 참고문헌
1. ↑  엑세스바이오, 美 디지털 헬스케어 기업 '큐라페이션트' 지분 확보, 히트뉴스, 2023.09.12
2. ↑  엑세스바이오, 美정부에 1180억원 규모 코로나19 키트 공급, 한국경제, 2023.09.22